# Samuel Bronston
Samuel Bronston (nom de naixement: Samuel Bronshtein) (26 març 1908, Bessaràbia - 12 gener 1994, Sacramento, Califòrnia) va ser un productor de cinema nord-americà nascut a Bessaràbia, director de cinema, i nebot de la figura revolucionària socialista, Lev Trotski.
Bronston va néixer a Chișinău, Bessaràbia, part de l'Imperi Rus (actual Moldàvia) i va estudiar a la Sorbona. Va treballar per la unitat francesa de Metro-Goldwyn-Mayer a París abans d'establir-se com a productor de cinema independent a la dècada de 1940. La seva primera pel·lícula per a la seva nova companyia de producció, Samuel Bronston Productions, va ser Jack London, (1943), seguit d'una sèrie de pel·lícules èpiques: John Paul Jones (1959), Rei de Reis (1961), El Cid (1961), 55 Dies a Pequín (1963) i la caiguda de l'Imperi romà (1964). El 1962, va ser guardonat amb un Globus d'Or al Mèrit Especial per El Cid.
Va ser un pioner en la pràctica de la localització de les produccions a escala èpica a Espanya per reduir els enormes costos implicats. L'èxit de les seves pel·lícules va inspirar per ajudar a construir gegantins estudis a Las Rozas de Madrid.
Bronston amb freqüència va treballar amb un equip regular dels creadors: el director Anthony Mann, els guionistes Philip Yordan i Jesse Lasky Jr., el compositor Miklós Rózsa, els co-productors Jaume Prades, Alan Brown i Michał Waszynski, el director de fotografia Robert Krasker i el cinema editor de Robert Lawrence. També va afavorir Charlton Heston i Sophia Loren com els seus principals actors.
El cost de la construcció dels estudis de cinema i el fracàs de taquilla de la seva última epopeia, La caiguda de l'Imperi Romà es van combinar per deixar Bronston en dificultats financeres i, el 1964, va haver d'aturar totes les activitats de negoci. Samuel Bronston Produccions es va acollir al Capítol 11 de fallida el 5 juny 1964 afirmant que tenia un deute de 5.647.758 $ al seu creditor Pierre S. du Pont. La seva companyia es va declarar en fallida el juny del mateix any. Una petició a l'agost de 1964 va declarar Bronston Distributors, Inc (una companyia separada) havia de Paramount 6.750.000$ i Pierre S. Du Point 323.191$.
Dos anys més tard, se li va preguntar sota jurament per l'advocat d'un dels seus creditors una sèrie de preguntes sobre els comptes del banc moltes la companyia havia tingut a Europa. Un d'aquests es referia a si hi havia tingut un compte a Suïssa. "L'empresa tenia un compte a Zúric durant sis mesos", va respondre, i va respondre a totes les altres qüestions relatives als comptes bancaris suïsses en el negatiu.
Més tard, es va descobrir que efectivament havia tingut un compte bancari personal molt activa a Ginebra durant els anys que havia estat produint pel·lícules a Europa. Va ser declarat culpable de perjuri pels fiscals federals que van argumentar que la seva resposta, mentre que la veritat en si mateixa, tenia la intenció d'enganyar o evadir. Després que el tribunal d'apel·lació va confirmar la condemna, Bronston v. Estats Units va arribar al Tribunal Suprem, que va anul·lar la condemna el 10 de gener de 1973. La seva decisió, que les respostes encara tècnicament enganyoses literalment veritables no poden ser processats com perjuri, s'ha format una part important de jurisprudència sobre la matèria des de llavors, tot i ser invocat pels advocats del president Bill Clinton quan va ser acusat de perjuri durant el seu judici polític.
La fallida i la persecució penal devastades la seva carrera cinematogràfica. Hi havia completat el Circ Mundial 1964 amb John Wayne just abans de la fallida, i després que ell va fer només tres pel·lícules: Savage Pampes (1966), filmada a Argentina amb Robert Taylor; Dr. Coppelius (1966); i Fort Saganne (1984), una pel·lícula francesa amb Gérard Depardieu i Catherine Deneuve. Una èpica previst sobre la vida d'Isabel d'Espanya mai es va materialitzar.
Bronston va morir el 1994 d'una pneumònia secundària a la malaltia d'Alzheimer en el Mercy Hospital a Sacramento, Califòrnia. Està enterrat a Las Rozas, Madrid, Espanya. Li sobreviuen cinc fills: Dr. William Bronston, Irene Bronston, Andrea Bronston, Philip Bronston Bronston i Kira.